# Easington Barrow

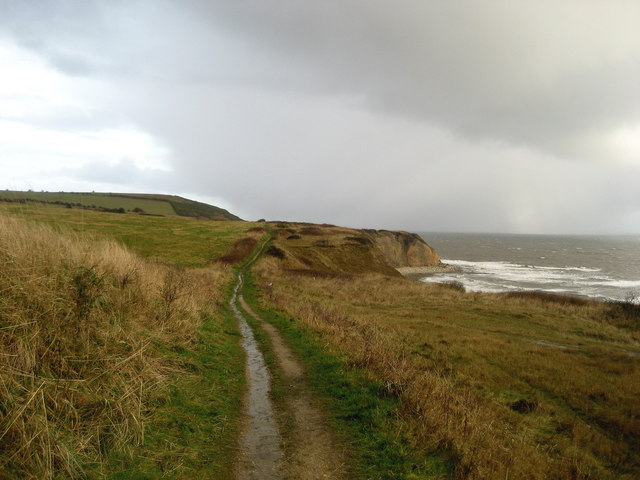
Küstenpfad bei Easington

Der Easington Barrow ist ein runder Grabhügel im Süden der Halbinsel Holderness, nahe der Humbermündung an der englischen Ostküste in East Riding of Yorkshire, der 1996 und 1997 ausgegraben wurde (Lage). 
Der Platz war in den 1890er Jahren von Henry Bendelack Hewetson (1850–1899) und in den 1960er Jahren von Rod Mackey ausgegraben worden. Er liegt direkt am Meer, so dass die Ausgrabungsutensilien mittels Schubkarren über mehr als 800 Meter heran geschafft werden mussten. Rundhügel sind auf der Holderness selten. Der Hügel von Easington ist Teil einer isolierten Gruppe, von der einige Teile bereits durch Küstenerosion verloren gingen. 1996 lag er am Strand und war in unmittelbarer Gefahr.

## Die Ausgrabung der 1890er Jahre
Eine Reihe paralleler Schlitze, die in die Tonschicht unterhalb der Hügelmitte geschnitten waren, sind in den 1960er Jahren fälschlich als Überreste einer Holzkonstruktion interpretiert worden. 1996 wurde klar, dass es sich um Resultate der ersten Ausgrabung in den 1890er Jahren handelt. H. B. Hewetson hatte einen 2,5 Meter breiten Graben durch die Mitte des Hügels geschnitten, in dem auf der Suche nach einer Bestattung neun parallele Schlitze ausgegraben wurden. Zu beiden Seiten hatte er zwei kürzere Gräben angelegt, von denen einer knapp das in den 1960er Jahren gefundene Grab verfehlte. John Robert Mortimer (1825–1911) bezieht sich in „Vierzig Jahre Forschung“ auf die Sondierungstechnik mittels paralleler Gräben und kann bei dieser Ausgrabung anwesend gewesen sein.

## Der Round Barrow 1960
Das in den 1960er Jahren gefundene Flachgrab lag nicht in der Hügelmitte. Aufgrund des sauren Tons wurde keine Spur eines Skeletts gefunden, aber eine schwarze gedrehte und polierte Scheibe von etwa 6 cm Durchmesser. Sie kann das früheste Beispiel des Drehverfahrens in Großbritannien sein.
Ein unverzierter Langhalsbecher, der seitlich im Grab gelegen hatte, war zerscherbt worden, als der Hügel aufgeworfen wurde. Teile einer fein gearbeiteten Pfeilspitze aus Feuerstein wurden im Abraum der Ausgrabung des 19. Jahrhunderts gefunden. Scherben eines Yorkshire-Bechers wurden unterhalb des Hügels entdeckt. Der Grabhügel lag am Ende eines leichten natürlichen Anstiegs. Verkohlter Reisig bedeckt die versiegelte Fläche und durchsetzte das Hügelmaterial an vielen Stellen, was auf Brandrodung der Fläche deutet. Nach der Bestattung bildeten verkohlte Eichenstämme und schwere Äste einen Kreis von 14 m Durchmesser, die den Bereich des Grabhügels vordefinierten. Der Hügel, der ursprünglich etwa 16 m Durchmesser hatte, scheint zweilagig errichtet worden zu sein. Der Kern besteht aus Sand und Ton, dem Oberflächenmaterial der Umgebung. Im Hügelmantel fanden sich Tone aus tieferen Schichten. Von einem Graben wurden keine Spuren festgestellt, obwohl ein etwa 8,0 m breiter Bereich um den Hügel untersucht wurde. Eichen, Erlen, Hasel, Pappel und Weiden wurden in der Holzkohle identifiziert und Radiokarbon-Proben haben den Barrow in die frühe Bronzezeit, kalibriert um 2000 v. Chr., datiert.
Verkohlte Getreidekörner, die zwischen der Mitte des 3. und dem Ende des 4. Jahrhunderts n. Chr. datiert wurden, weisen darauf hin, dass der Barrow zu dieser Zeit in der Nähe oder innerhalb römerzeitlicher Äcker gelegen hat.

## Neolithische Funde
Frühneolithische Funde unter dem Hügel sind in den 1960er Jahren erkannt worden. In den jüngsten Ausgrabungen wurden mehrere Feuerstellen, Gruben, Pfostenlöcher und eine dichte Streuung von Keramik (über 650 Scherben) und bearbeitetem Feuerstein (über 750 Stücke) aus dieser Phase rund um den natürlichen Anstieg gefunden. Andere Pfostenlöcher sind wahrscheinlich Teil eines rechteckigen Gebäudes, das auf der Südostseite hinter dem Hügel stand. Abgewitterte Töpferware lag lange an der Oberfläche, bevor sie vom Hügel bedeckt wurde. Eine große Anzahl unterschiedlicher Gefäße aus mittelneolithischer Tradition, mit Rillen-, Schnur- oder Fingernageleindrücken verziert, war vertreten. Ein Großteil des Feuersteins war Abfall der Werkzeugherstellung. Schmale Klingen dominierten, aber es gab auch den Teil eines großen polierten Dechsels, eine Pfeilspitze (dreieckig mit einem Widerhaken) sowie Messer und Schaber. Ein Schaber und ein Messer hatten eine perfekt geschliffene Kante. Die Anwohner nutzten vor allem die beste Qualität des schwarzen Feuersteins aus dem lokalen Geschiebemergel, der in Flussbetten oder am Humberufer gesammelt worden sein könnte.
Fragmente mehrerer Mahl- und Reibsteine wurden in einer Grube gefunden, und ein Webgewicht aus gebranntem Ton lag in einem der Pfostenlöcher. Dies kann das früheste Webgewicht in Großbritannien sein.

## Zeitstellung
Holzkohleproben aus einer Feuerstelle und verschiedenen Pfostenlöchern zeigen, dass jungsteinzeitliche Menschen den Platz vom frühen 4. bis in die Mitte oder die Spätphase des 3. Jahrtausends v. Chr., also mehr als 1000 Jahre, genutzt haben. Vor 5000 Jahren lag das Meer vielleicht zehn Kilometer entfernt im Osten, aber das Humberufer fast so nah wie heute. Die Siedlung lag am Kilnsea Fleet, einem weiten nordöstlich verlaufenden Tal. Ein Henge und andere runde Hügelgräber liegen im gleichen Tal, das mit dem Meeresanstieg teilweise zu einem Priel wurde.
Die Bedeutung der frühen Bronzezeit wurde im Jahr 1996 bestätigt, als das Fragment eines genähten Plankenbootes auf dem Kilnsea Strand gefunden wurde. Es wurde auf kalibriert 1870–1670 v. Chr. datiert und ist das früheste Beispiel seiner Art in Großbritannien. Genähte Boote gelten als seetüchtig.

## Entdeckungen am Easington Strand
Im Juni 1998 wurde bekannt, dass am Strand von Easington von der Flut eine lange Strecke freigespült worden war, was an diesem Teil der Küste in regelmäßigen Abständen auftritt. Zwei runde Strukturen, etwa 50 m voneinander entfernt, wurden sichtbar. Zwischen Ebbe und Flut wurden kleine Schnitte angelegt. Ausgegraben wurde Skelettmaterial zusammen mit dem Inhalt einer Grube, die mit Holzkohle und kalzinierten Knochen gefüllt war. Sie wurden dem Zentrum für Feuchtgebietsarchäologie der University of Hull übergeben.

## Das Henge (TA 4097 1828)
Das größere Henge-Monument bestand aus konzentrischen Ringen aus Kies, Ton und einer Schwarzerdefärbung mit einem Durchmesser von 25 bis 30 m (Lage). Im besser erhaltenen nordöstlichen Quadranten war augenfällig, dass es zwei konzentrische Gräben gab. Der innere umschloss eine Fläche von etwa 12 m Durchmesser. Er hatte einen kleinen inneren und möglicherweise auch einen äußeren Wall. Eine Grube in der Füllschicht des inneren Grabens enthielt Holzkohle und kalzinierte Knochen. Die Analyse zeigte, dass es sich um verbrannte Menschen- und Tierknochen handelte. Die Einäscherung stammte von einem jungen Mann, der zwischen 2500 und 2000 v. Chr. starb. Schwarzes organisch reiches Material aus dem 1. Jahrtausend v. Chr. hatte sich über dem primären Bodenprofil im Innenring angesammelt.
Der schwarze Boden wurde mit Kies bedeckt. Möglicherweise wurde die neue Oberfläche erstellt, als der äußere Graben ausgehoben wurde. Er umschließt eine Fläche von etwa 20 m Durchmesser. Der zweite Graben hatte einen beachtlichen Außenwall mit einem möglichen Durchgang im Nordwesten. Die gegenüberliegende Seite ist durch Überschwemmung zerstört worden. Dieses Ereignis spülte, vielleicht nicht lange nach seinem Bau, jedenfalls zu einer Zeit, als das Denkmal noch intakt war, Flusslehm in den äußeren Graben. Eine einzelne Scherbe aus der Eisenzeit, von der Oberfläche der Grabenverfüllung, unterstützt die Annahme einer Überflutung im ersten Jahrtausend v. Chr. Alle Belege zeigen, dass in der ersten Phase dieses Denkmals auch der Easington barrow errichtet wurde.

## Barrow 2 (TA 4098 1822)
50 m südlich des Henges, direkt am Meeresufer, lag ein zweiter Grabhügel mit einem Durchmesser von 17 m, der in den 1960er Jahren weggespült wurde (Lage). Ein Graben mit einem äußeren Wall umschloss eine Kiesfläche von über 9 m Durchmesser mit den Knochen der Hockerbestattung eines Erwachsenen in der Mitte. Das rechtsseitig gelagerte Skelett, mit dem Kopf im Südwesten, kann in einem sehr flachen Grab gelegen haben oder zu einer auf der Oberfläche niedergelegten Bestattung gehören. Scherben einer bronzezeitlichen Kragenurne wurden auf der Oberfläche gefunden. Wie das Henge kann auch der Hügel 2 zur gleichen Zeit überflutet worden sein. Externe Wälle waren bei East Yorkshire barrows bis dahin unbekannt, aber das Überpflügen wird wahrscheinlich einen Großteil zerstört haben.
Wie der Easington Barrow barg auch dieser Grabhügel Hinweise auf neolithische Aktivität. Scherben von Peterborough Ware und Reste einer Feuerstelle wurden unter dem zentralen Bereich gefunden.